# クラブ8
クラブ8（Club 8、クラブ・エイト）は、カロリーナ・コムステットとヨハン・アンゲルガルドによる音楽グループ。カロリーナはポップレース、アンゲルガルドはポップレースとアシッド・ハウス・キングと、他のバンドにもそれぞれ所属している。1995年に結成されてすぐスペインのレーベルシェスタと契約しデビューを果たした。その後はレーベルを移り、現在はスウェーデンのラブラドール・レコーズと契約している。

## ディスコグラフィー

### アルバム
- Nouvelle (1996)
- The Friend I Once Had (1998)
- Club 8 (2001)
- Spring Came, Rain Fell (2002)
- Strangely Beautiful (2003)
- The Boy Who Couldn't Stop Dreaming (2007)

### シングル
- Me Too (1995)
- Missing You (1998)
- Missing You: The Remixes (1999)
- Love In December (2002)
- Summer Songs (2002)
- Saturday Night Engine (2003)
- Heaven (2007)
- Jesus, walk with me (2008)